# Episodi di Big Mouth (seconda stagione)
La seconda stagione della serie animata Big Mouth, composta da 10 episodi, è stata interamente pubblicata dal servizio di video on demand Netflix il 5 ottobre 2018, nei paesi in cui il servizio è disponibile.
| nº | Titolo originale            | Titolo italiano               | Pubblicazione  |
| -- | --------------------------- | ----------------------------- | -------------- |
| 1  | Am I Normal?                | Sono normale?                 | 5 ottobre 2018 |
| 2  | What is it About Boobs?     | Il segreto delle tette        | 5 ottobre 2018 |
| 3  | The Shame Wizard            | Lo spirito della vergogna     | 5 ottobre 2018 |
| 4  | Steve the Virgin            | Steve il vergine              | 5 ottobre 2018 |
| 5  | The Planned Parenthood Show | Il Planned Parenthood show    | 5 ottobre 2018 |
| 6  | Drug Buddies                | Compagni di... droga          | 5 ottobre 2018 |
| 7  | Guy Town                    | Guy Town                      | 5 ottobre 2018 |
| 8  | Dark Side of the Boob       | Il lato oscuro della tetta    | 5 ottobre 2018 |
| 9  | Smooch or Share             | Un nuovo gioco                | 5 ottobre 2018 |
| 10 | The Department of Puberty   | Il dipartimento della pubertà | 5 ottobre 2018 |

## Sono normale?
- Titolo originale: Am I Normal?
- Diretto da: Bob Suarez
- Scritto da: Andrew Goldberg

### Trama
Andrew tenta di nascondere un fatto legato al suo sviluppo adolescenziale, Nick si preoccupa che ormai i suoi ormoni siano fuori combattimento, mentre Jessi e Jay provano la dura vita di due adolescenti in fuga da casa.

## Il segreto delle tette
- Titolo originale: What is it About Boobs?
- Diretto da: Bryan Francis
- Scritto da: Kelly Galuska

### Trama
Il seno di Gina manda i ragazzi in estasi e lascia alle ragazze una sensazione di estrema insicurezza. 

## Lo spirito della vergogna
- Titolo originale: The Shame Wizard
- Diretto da: Joel Moser
- Scritto da: Victor Quinaz

### Trama
Mentre Nick cerca di capire se possa avere una possibilità con Gina, un incontro mortificante con Leah manda Andrew in una spirale di vergogna.

## Steve il vergine
- Titolo originale: Steve the Virgin
- Diretto da: Bob Suarez
- Scritto da: Joe Wengert

### Trama
Il coach Steve ha finalmente la possibilità di avere un rapporto sessuale con la mamma di Jay. Intanto Nick e Andrew hanno un doppio appuntamento e le azioni irresponsabili di Jessi iniziano a creare vari problemi.

## Il Planned Parenthood show
- Titolo originale: The Planned Parenthood Show
- Diretto da: Bryan Francis
- Scritto da: Emily Altman

### Trama
Una discussione in classe riguardante il sesso, con il coach Steve, permette l'inizio di un viaggio attraverso varie argomentazioni controverse, come l'aborto o le malattie sessualmente trasmissibili.

## Compagni di... droga
- Titolo originale: Drug Buddies
- Diretto da: Joel Moser
- Scritto da: Gil Ozeri

### Trama
Jessi e Nick rubano della droga dalla riserva personale del padre di Jessi, mentre Andrew cerca il momento giusto e il modo corretto, per rompere con Lola.

## Guy Town
- Titolo originale: Guy Town
- Diretto da: Bob Suarez
- Scritto da: Joe Wengert

### Trama
Mentre aiutano Greg Glaser a trasferirsi a Guy Town, i ragazzi e i loro padri discutono su cosa significhi essere uomo e su cosa le donne vogliano realmente.
- Guest star: Harvey Fierstein (anziano omosessuale).

## Il lato oscuro della tetta
- Titolo originale: Dark Side of the Boob
- Diretto da: Bryan Francis
- Scritto da: Kelly Galuska

### Trama
Il pigiama party all'interno della scuola degenera, a causa dell'intervento dello Spirito della vergogna su tutta la classe.

## Un nuovo gioco
- Titolo originale: Smooch or Share
- Diretto da: Joel Moser
- Scritto da: Alex Rubens

### Trama
Nick cerca di alleggerire l'atmosfera al pigiama party, cercando di aiutare tutti a liberarsi dalla vergogna che li opprime.

## Il dipartimento della pubertà
- Titolo originale: The Department of Puberty
- Diretto da: Bob Suarez
- Scritto da: Gil Ozeri

### Trama
Nick, insieme ad Andrew, si reca, attraverso un portale, al dipartimento della pubertà, alla ricerca di un nuovo mostro degli ormoni.
- Guest star: Bobby Cannavale (Gavin).